# Werkzeugstahl
Werkzeugstahl (WS) ist Stahl, der zur Fertigung von Werkzeugen und Formen sowie von Normteilen verwendet wird. Der Verbrauch an Werkzeugstählen liegt weltweit bei ca. 1 Million Tonnen pro Jahr.

## Begriffsdefinition
Bei Werkzeugstählen handelt es sich nach DIN EN ISO 4957 (2018-11) ausschließlich um (nicht notwendigerweise rostfreie) Edelstähle, welche vorwiegend für das Bearbeiten bzw. Verarbeiten von Werkstücken eingesetzt werden. Weiterhin können Werkzeugstähle auch für die Herstellung von Handhabungseinrichtungen und Messgeräten genutzt werden.

### Internationale Normung (aktuell)
| Stahlbezeichnung nach        | Stahlbezeichnung nach        | Stahlbezeichnung nach        |
| ISO 4957                     | EN 10027-2                   | JIS                          |
| Unlegierte Kaltarbeitsstähle | Unlegierte Kaltarbeitsstähle | Unlegierte Kaltarbeitsstähle |
| ---------------------------- | ---------------------------- | ---------------------------- |
| C45U                         | 1.1730                       | -                            |
| C70U                         | 1.1520                       | SK65                         |
| C80U                         | 1.1525                       | SK75                         |
| C90U                         | 1.1535                       | SK85, SK95                   |
| C105U                        | 1.1545                       | SK105                        |
| C120U                        | 1.1555                       | SK120                        |
| Legierte Kaltarbeitsstähle   |                              |                              |
| 105V                         | 1.2834                       | SKS43                        |
| 5WCrV8                       | 1.2549                       | -                            |
| 6oWCrV8                      | 1.2550                       | -                            |
| 102Cr6                       | 1.2067                       | -                            |
| 21MnCr5                      | 1.2162                       | -                            |
| 70MnMoCr8                    | 1.2824                       | -                            |
| 90MnCrV8                     | 1.2842                       | -                            |
| 95MnWCr5                     | 1.2825                       | -                            |
| X100CrMoV5                   | 1.2363                       | SKD12                        |
| X153CrMoV12                  | 1.2379                       | -                            |
| X210Cr12                     | 1.2080                       | -                            |
| X210CrW12                    | 1.2436                       | -                            |
| 35CrMo7                      | 1.2302                       | -                            |
| 40CrMnNiMo8-6-4              | 1.2738                       | -                            |
| 45NiCrMo16                   | 1.2767                       | -                            |
| X40Cr14                      | 1.2083                       | -                            |
| X38CrMo16                    | 1.2316                       | -                            |
| Warmarbeitsstähle            |                              |                              |
| 55NiCrMoV7                   | 1.2714                       | SKT4                         |
| 32CrMoV1212-28               | 1.2365                       | SKD7                         |
| X37CrMoV5-1                  | 1.2343                       | SKD6                         |
| X38CrMoV5-3                  | 1.2367                       | -                            |
| X40CrMoV5-1                  | 1.2344                       | SKD61                        |
| 50CrMoV13-15                 | 1.2355                       | -                            |
| X30WCrV9-3                   | 1.2581                       | SKD5                         |
| X35CrWMoV5                   | 1.2605                       | SKD62                        |
| 38CrCoWV18-17-17             | 1.2661                       | SKD8                         |
| Schnellarbeitsstähle         |                              |                              |
| HSO-4-1                      | 1.3325                       | -                            |
| HS1-4-2                      | 1.3326                       | -                            |
| HS18-0-1                     | 1.3355                       | SKH2                         |
| HS2-9-2                      | 1.3348                       | SKH58                        |
| HS1-8-1                      | 1.3327                       | -                            |
| HS3-3-2                      | 1.3333                       | -                            |
| HS6-5-2                      | 1.3339                       | SKH51                        |
| HS6-5-2C                     | 1.3343                       | -                            |
| HS6-5-3                      | 1.3344                       | SKH53                        |
| HS6-5-3C                     | 1.3345                       | -                            |
| HS6-6-2                      | 1.3350                       | SKH52                        |
| HS6-5-4                      | 1.3351                       | SKH54                        |
| HS6-5-2-5                    | 1.3243                       | SKH55                        |
| HS6-5-3-8                    | 1.3244                       | -                            |
| HS10-4-3-10                  | 1.3207                       | SKH57                        |
| HS2-9-1-8                    | 1.3247                       | SKH59                        |

- Wärmebehandlungszustände nach Tabelle 1: unbehandelt "+U"; geglüht (weichgeglüht) "+A"; geglüht und kaltgezogen "+A+C"; geglüht und kaltgewalzt "+A+CR"; vergütet "+QT"; normalgeglüht und angelassen "+NT"

Änderungen gegenüber ISO 4957:1999: Lieferzustand normalgeglüht / normalisierend gewalzt eingeführt

### Nationale Normung (zurückgezogen)
Eine Übersicht ist in DIN 17350 Werkzeugstähle; Technische Lieferbedingungen (1980-10) wiedergegeben.
| Deutsche Unterlagen | Deutsche Unterlagen                      | Deutsche Unterlagen                      | ISO/DIS 4957                             | ISO/DIS 4957                             | EURONORM 96-79                           | EURONORM 96-79                           |
| Quelle1) | Kurzname                                 | Werkstoffnummer                          | Kurzname                                 | Grad der Übereinstimmung2)               | Kurzname                                 | Grad der Übereinstimmung2)               |
| Unlegierte Kaltarbeitsstähle (Tabelle 2) | Unlegierte Kaltarbeitsstähle (Tabelle 2) | Unlegierte Kaltarbeitsstähle (Tabelle 2) | Unlegierte Kaltarbeitsstähle (Tabelle 2) | Unlegierte Kaltarbeitsstähle (Tabelle 2) | Unlegierte Kaltarbeitsstähle (Tabelle 2) | Unlegierte Kaltarbeitsstähle (Tabelle 2) |
| --- | ---------------------------------------- | ---------------------------------------- | ---------------------------------------- | ---------------------------------------- | ---------------------------------------- | ---------------------------------------- |
| DIN 17350 | C 45 W                                   | 1.1730                                   |                                          |                                          |                                          |                                          |
| DIN 17350 | C 60 W                                   | 1.1740                                   |                                          |                                          |                                          |                                          |
| DIN 17350 | C 70 W 2                                 | 1.1620                                   | TC 70                                    | ●                                        | CT 70                                    | ●                                        |
| DIN 17350 | C 80 W 1                                 | 1.1525                                   | TC 80                                    | ○                                        | CT 80                                    | ●                                        |
| DIN 17350 | C 85 W                                   | 1.1830                                   |                                          |                                          |                                          |                                          |
| |                                          |                                          | TC 90                                    |                                          | CT 90                                    |                                          |
| DIN 17350 | C 105 W 1                                | 1.1545                                   | TC 105                                   | ○                                        | CT105                                    | ●                                        |
| SEL | C 125 W                                  | 1.1663                                   | TC 120                                   | ○                                        | CT 120                                   | ○                                        |
| SEL | C 135 W                                  | 1.1673                                   | TC 140                                   | ●                                        |                                          |                                          |
| Legierte Kaltarbeitsstähle (Tabelle 3) |                                          |                                          |                                          |                                          |                                          |                                          |
| DIN 17350 | X 210 CrW 12                             | 1.2436                                   | 210 CrW 12                               | ○                                        | X 210 CrW 12 1                           | ○                                        |
| DIN 17350 | X 210 Cr 12                              | 1.2080                                   | 210 Cr 12                                | ●                                        | X 210 Cr 12                              | ●                                        |
| DIN 17350 | X 165 CrMoV 12                           | 1.2601                                   | 160 CrMoV 12                             | ○                                        | X 160 CrMoV 12 1                         | ○                                        |
| DIN 17350 | X 155 CrVMo12 1                          | 1.2379                                   | 160 CrMoV 12                             | ○                                        | X 160 CrMoV12                            | ○                                        |
| SEL | X 100 CrMoV 5 1                          | 1.2363                                   | 100 CrMoV 5                              | ○                                        | X 100 CrMoV 5 1                          | ○                                        |
| SEL | 100 V 1                                  | 1.2833                                   | TCV 105                                  | ○                                        | 100 V 2                                  | ○                                        |
| SEL | 70 Si 7                                  | 1.2823                                   | 60 SiMn 2                                | ○                                        | 60 SiMn 7                                | ○                                        |
| DIN 17350 | 115 CrV 3                                | 1.2210                                   |                                          |                                          | 107 CrV 3                                | ○                                        |
| DIN 17350 | 100 Cr 6                                 | 1.2067                                   | 100 Cr 2                                 | ●                                        | 102 Cr 6                                 | ●                                        |
| DIN 17350 | 145 V 33                                 | 1.2838                                   |                                          |                                          |                                          |                                          |
| DIN 17350 | 21 MnCr 5                                | 1.2162                                   |                                          |                                          |                                          |                                          |
| DIN 17350 | 90 MnCrV 8                               | 1.2842                                   | 90 MnV 2                                 | ○                                        | 90 MnV8                                  | ●                                        |
| DIN 17350 | 51 CrV 43)                               | 1.22413)                                 | 51 CrMnV 1                               | ●                                        | 51 CrMnV 4                               | ●                                        |
| DIN 17350 | 105 WCr 6                                | 1.2419                                   | 105 WCr 1                                | ○                                        | 107 WCr 5                                | ○                                        |
| W 200 | 145 WCrV 7                               | 1.2542                                   | 45 WCrV 2                                | ●                                        | 45 WCrV 8                                | ●                                        |
| |                                          |                                          | 50 WCrV 2                                |                                          |                                          |                                          |
| DIN 17350 | 60 WCrV 7                                | 1.2550                                   | 60 WCrV 2                                | ○                                        | 55 WCrV 8                                | ○                                        |
| SEL | 100 MnCrW 4                              | 1.2510                                   | 95 MnWCr 1                               | ○                                        | 95 MnWCr 5                               | ○                                        |
| SEL | X 6 CrMo 4                               | 1.2341                                   | 5 CrMo 4                                 | ○                                        | 5 CrMo 16                                | ○                                        |
| |                                          |                                          |                                          |                                          | X 5 CrMo 5 1                             |                                          |
| |                                          |                                          | 7 CrMoNi 2                               |                                          | 7 CrNiMo 8                               |                                          |
| |                                          |                                          | 35 CrMo 2                                |                                          | 35 CrMo 8                                |                                          |
| SEL | X 20 Cr 13                               | 1.2082                                   | 20 Cr 13                                 | ○                                        | X 21 Cr 13                               | ○                                        |
| |                                          |                                          | 30 Cr 13                                 |                                          | X 31 Cr 13                               |                                          |
| SEL | X 42 Cr 13                               | 1.2083                                   | 40 Cr 13                                 | ○                                        | X 41 Cr 13                               | ○                                        |
| DIN 17350 | X 45 NiCrMo 4                            | 1.2767                                   | 40 NiCrMoV 44)                           | ○                                        | 40 NiCrMoV164)                           | ○                                        |
| DIN 17350 | X 19 NiCrMo 4                            | 1.2764                                   |                                          |                                          |                                          |                                          |
| DIN 17350 | X 36 CrMo 17                             | 1.2316                                   | 38 CrMo 15                               | ●                                        | X 38 CrMo 16 1                           | ●                                        |
| DIN 17350 | 40 CrMnMoS 8 6                           | 1.2312                                   |                                          |                                          |                                          |                                          |
| |                                          |                                          | 110 CrMo 17                              |                                          | X 102 CrMo 17                            |                                          |
| Warmarbeitsstähle (Tabelle 4) |                                          |                                          |                                          |                                          |                                          |                                          |
| SEL | 35 NiCrMo 16                             | 1.2766                                   | 40 NiCrMoV 4                             | ○                                        | 40 NiCrMoV 16                            | ○                                        |
| DIN 17350 | X 45 NiCrMo 45)                          | 1.27675)                                 | 40 NiCrMoV 4                             | ○                                        | 40 NiCrMoV 16                            | ○                                        |
| DIN 17350 | 55 NiCrMoV 6                             | 1.2713                                   | 55 NiCrMoV 2                             | ○                                        | 55 NiCrMoV 7                             | ○                                        |
| DIN 17350 | 56 NiCrMoV 7                             | 1.2714                                   | 55NiCrMoV 2                              | ●                                        | 55 NiCrMoV 7                             | ●                                        |
| |                                          |                                          | 35 CrMo 2                                |                                          | 35 CrMo 8                                |                                          |
| DIN 17350 | X 38 CrMoV 5 1                           | 1.2343                                   | 35 CrMoV 5                               | ○                                        | X 37 CrMoV 5 1                           | ○                                        |
| DIN 17350 | X 40 CrMoV 5 1                           | 1.2344                                   | 40 CrMoV 5                               | ●                                        | X 40 CrMoV 5 1 1                         | ●                                        |
| DIN 17350 | X 32 CrMoV 3 3                           | 1.2365                                   | 30 CrMoV 3                               | ●                                        | 30 CrMoV 12 11                           | ●                                        |
| W 250 | X 30 WCrV 5 3                            | 1.2567                                   | 30 WCrV 5                                | ○                                        | X 30 WCrV 5 3                            | ○                                        |
| SEL | X 30 WCrV 9 3                            | 1.2581                                   | 30 WCrV 9                                | ○                                        | X 30 WCrV 9 3                            | ○                                        |
| SEL | X 20 Cr 13                               | 1.2082                                   |                                          |                                          | X 21 Cr 13                               | ○                                        |
| SEL | X 22 CrNi 17                             | 1.2787                                   |                                          |                                          | X 22 CrNi 17                             | ○                                        |
| SEL | X 15 CrNiSi 25 20                        | 1.2782                                   |                                          |                                          | X 16 CrNiSi 25 20                        | ●                                        |
| SEL | X12 NiCrSi 36 16                         | 1.2786                                   |                                          |                                          | X 13 NiCrSi 35 16                        | ●                                        |
| Schnellarbeitsstähle (Tabelle 5) |                                          |                                          |                                          |                                          |                                          |                                          |
| DIN 17350 | S 6-5-2                                  | 1.3343                                   | HS 6-5-2                                 | ○                                        | HS 6-5-2                                 | ○                                        |
| DIN 17350 | SC 6-5-2                                 | 1.3342                                   |                                          |                                          |                                          |                                          |
| DIN 17350 | S 6-5-3                                  | 1.3344                                   | HS 6-5-3                                 | ●                                        | HS 6-5-3                                 | ●                                        |
| DIN 17350 | S 6-5-2-5                                | 1.3243                                   | HS 6-5-2-5                               | ○                                        | HS 6-5-2-5                               | ○                                        |
| DIN 17350 | S 7-4-2-5                                | 1.3246                                   | HS 7-4-2-5                               | ○                                        | HS 7-4-2-5                               | ○                                        |
| DIN 17350 | S 10-4-3-10                              | 1.3207                                   | HS 10-4-3-10                             | ●                                        | HS 10-4-3-10                             | ●                                        |
| DIN 17350 | S 12-1-4-5                               | 1.3202                                   |                                          |                                          |                                          |                                          |
| DIN 17350 | S 18-1-2-5                               | 1.3255                                   | HS 18-1-1-5                              | ○                                        | HS 18-1-1-5                              | ○                                        |
| DIN 17350 | S 2-10-1-8                               | 1.3247                                   | HS 2-9-1-8                               | ●                                        | HS 2-9-1-8                               | ●                                        |
| SEL | S 18-0-1                                 | 1.3355                                   | HS 18-0-1                                | ●                                        | HS 18-0-1                                | ●                                        |
| DIN 17350 | S 2-9-23)                                | 1.33483)                                 | HS 2-9-2                                 | ●                                        | HS 2-9-2                                 | ●                                        |
| SEL | S 2-9-1                                  | 1.3346                                   | HS 1-8-1                                 | ●                                        | HS 1-8-1                                 | ●                                        |
| |                                          |                                          |                                          |                                          | HS 6-5-4                                 |                                          |
| SEL | S 18-1-2-10                              | 1.3265                                   | HS 18-0-1-10                             | ○                                        | HS 18-0-1-10                             | ○                                        |
| W 320 | S 12-1-4-5                               | 1.3202                                   | HS 12-1-5-5                              | ○                                        | HS 12-1-5-5                              | ○                                        |
| Werkzeugstähle für besondere Verwendungszwecke (Tabelle 7) |                                          |                                          |                                          |                                          |                                          |                                          |
| DIN 17350 | 75 Cr 1                                  | 1.2003                                   |                                          |                                          |                                          |                                          |
| DIN 17350 | 62 SiMnCr 4                              | 1.2101                                   |                                          |                                          |                                          |                                          |
| DIN 17350 | 31 CrV3                                  | 1.2208                                   |                                          |                                          |                                          |                                          |
| DIN 17350 | 80 CrV 2                                 | 1.2235                                   |                                          |                                          |                                          |                                          |
| DIN 17350 | 51 CrV 4                                 | 1.2241                                   | 51 CrMnV 16)                             | ●                                        | 51 CrMnV 46)                             | ●                                        |
| DIN 17350 | 48 CrMoV 6 7                             | 1.2323                                   |                                          |                                          |                                          |                                          |
| DIN 17350 | 45 CrMoV 7                               | 1.2328                                   |                                          |                                          |                                          |                                          |
| DIN 17350 | X 96 CrMoV 12                            | 1.2376                                   |                                          |                                          |                                          |                                          |
| DIN 17350 | 110 WCrV 5                               | 1.2519                                   |                                          |                                          |                                          |                                          |
| DIN 17350 | 60 MnSiCr 4                              | 1.2826                                   |                                          |                                          |                                          |                                          |
| DIN 17350 | S 3-3-2                                  | 1.3333                                   |                                          |                                          |                                          |                                          |
| DIN 17350 | S 2-9-2                                  | 1.3348                                   | HS 2-9-2                                 | ●                                        | HS 2-9-2                                 | ●                                        |
| - 1) DIN 17350 = enthalten in DIN 17350 - Werkzeugstähle; Technische Lieferbedingungen -; W 200 = enthalten im Stahl-Eisen-Werkstoffblatt 200 -69 - Legierte Kaltarbeitsstähle -; W 250 = enthalten im Stahl-Eisen-Werkstoffblatt 250 - 70 - Warmarbeitsstähle -; W 320 = enthalten im Stahl-Eisen-Werkstoffblatt 320 - 69 - Schnellarbeitsstähle -; SEL = enthalten in Stahl-Eisen-Liste, 6. Auflage 1977. - 2) In dieser Spalte ist der Grad der Übereinstimmung in der chemischen Zusammensetzung der deutschen Werkzeugstähle einerseits und der Stähle nach ISO/DIS 4957 - Werkzeugstähle - bzw. nach EURONORM 96 - Werkzeugstähle; Technische Lieferbedingungen - andererseits gekennzeichnet. Es bedeuten: ● = geringfügige Abweichungen, ○ = nicht unwesentliche Abweichungen. - 3) Dieser Stahl ist in Tabelle 7 - Werkzeugstähle für besondere Verwendungszwecke - aufgeführt. - 4) Dieser Stahl wird in ISO/DIS 4957 bzw. in EURONORM 96 unter den Warmarbeitsstählen aufgeführt. - 5) Dieser Stahl wird in DIN 17350 unter den legierten Kaltarbeitsstählen aufgeführt. - 6) Dieser Stahl wird in ISO/DIS 4957 bzw. in EURONORM 96 unter den legierten Kaltarbeitsstählen aufgeführt. |                                          |                                          |                                          |                                          |                                          |                                          |

Zu der Norm existierte DIN 17350 Beiblatt 1 (1980-10) mit ergänzenden Angaben zur Wärmebehandlung.

## Eigenschaften
Werkzeugstähle weisen eine Vielzahl unterschiedlicher Eigenschaften auf. Abhängig vom Einsatzfall muss ein Werkzeugstahl gewählt werden, dessen Eigenschaften allen gegebenen Randbedingungen genügt. Dieser Auswahlprozess kann sehr zeitaufwendig sein, wenn beispielsweise diametral verlaufende Eigenschaften, unter anderem hohe Härte bei gleichzeitig hoher Zähigkeit, benötigt werden. In diesem Fall muss abgewägt werden, welche Eigenschaft die Werkzeuglebensdauer wesentlicher beeinflusst.
In der nachfolgenden Tabelle sind einige der wichtigsten Eigenschaften von Werkzeugstählen aufgeführt. Insbesondere die Zugfestigkeit bezieht sich auf Werte im vergüteten Zustand von Werkzeugstählen.
| Eigenschaft                    | Einheit                      | Wertebereich (ca.) |
| ------------------------------ | ---------------------------- | ------------------ |
| Zugfestigkeit                  | Megapascal (MPa)             | 800 – 1500         |
| E-Modul                        | MPa                          | 210.000 – 246.000  |
| Maximale Arbeitshärte          | Härte Rockwell Skala C (HRC) | 40 – 72            |
| Kerbschlagzähigkeit            | Joule (J)                    |                    |
| Maximale Oberflächentemperatur | Grad Celsius (°C)            | bis zu 615         |
| Korrosionsbeständigkeit        | mm/Jahr                      | 0,001 – über 1     |
| Verschleißfestigkeit           | ---                          | ---                |

Neben diesen Kriterien existieren noch weitere. So ist beispielsweise die Zerspanbarkeit im Lieferzustand (Siehe Zerspanbarkeit von Stahl) bei manchen Anwendungsfällen ein wesentlicher Aspekt der Stahlauswahl.
Um einen möglichst geeigneten Werkzeugstahl für ein Werkzeug auf Basis mehrerer Kriterien zu finden, werden Computerprogramme eingesetzt.

### Einstellung der Eigenschaften
Bei vielen Werkzeugstählen können die Eigenschaften durch eine geeignete Wärmebehandlung den Erfordernissen des Einsatzes angepasst werden. Die am häufigsten eingesetzte Wärmebehandlung stellt das Vergüten dar. Abhängig vom Anwendungsfall kann beispielsweise eine hohe Härte notwendig und gleichzeitig die Zähigkeit nur zu einem sehr geringen Teil relevant sein. Somit kann der Werkstoff nahe bzw. bei maximaler Einsatzhärte betrieben werden. Die maximal sinnvolle Härte ist in der Regel in den Datenblättern zu den einzelnen Werkstoffen angegeben. Ein Beispiel hierfür ist ein Datenblatt von erasteel.com. Es ist deutlich zu erkennen, wie mit steigender Härte die Zähigkeit abnimmt.
Reicht die Verschleißbeständigkeit des Werkstoffs nicht aus, so kann diese durch weitere Maßnahmen erhöht werden. Dies sind unter anderem:
- das Aufbringen einer verschleißmindernden Schicht, unter anderem CVD-Schicht, PVD-Schicht, DLC-Schicht etc. und
- das Ändern der Stoffeigenschaften, beispielsweise durch Nitrieren.

Bei allen Verfahren ist unbedingt darauf zu achten, dass die Verfahrentemperatur nicht oberhalb der zuvor gewählten Anlasstemperatur des Grundwerkstoffs, in diesem Fall Werkzeugstahl, liegt, da es ansonsten zu einem Härte- bzw. Festigkeitsverlust kommt und so das hergestellte Bauteil unter Umständen den im Einsatz auftretenden Beanspruchungen nicht oder nicht ausreichend lange widerstehen kann.

## Unterscheidungsmöglichkeiten
Werkzeugstähle lassen sich nach verschiedenen Gesichtspunkten charakterisieren. Zum einen kann nach der Zusammensetzung unterschieden werden und zum anderen nach dem Temperaturbereich, welcher im Einsatz eingehalten werden sollte. In Bezug auf die Zusammensetzung werden die Werkzeugstähle in unlegierte und legierte Stähle eingeteilt. Hinsichtlich des Temperaturbereichs wird zwischen Kalt- und Warmarbeitsstählen differenziert. Eine Sonderklasse der Warmarbeitsstähle sind die sogenannten Schnellarbeitsstähle. Weiterhin kann eine Einteilung hinsichtlich des Einsatzbereiches erfolgen.

## Einsatzgebiete
Werkzeugstähle werden für eine Vielzahl an Anwendungen eingesetzt. Abhängig von den Eigenschaften des Werkstoffs kommen die nachfolgend aufgeführte Einsatzgebiete in Betracht. Werkzeugstähle werden vorwiegend zur Herstellung von Aktivelementen von Werkzeugen, beispielsweise Stempel und Matrize, verwendet. Die Aufteilung in der folgenden Tabelle orientiert sich an der DIN 8580 (Fertigungsverfahren).
| Umformverfahren  | Beispielhaftes Verfahren                        | Aktivelemente                             |
| ---------------- | ----------------------------------------------- | ----------------------------------------- |
| Druckumformen    | Walzen, Fließpressen, Strangpressen             | Walzen, Stempel, Matrize, Armierungsring  |
| Zugdruckumformen | Durchziehen, Tiefziehen, Innenhochdruckumformen | Ziehstein, Stempel, Matrize, Niederhalter |
| Zugumformen      | Tiefen, Längen, Weiten                          | Stempel, Matrize                          |
| Biegeumformen    | Freies Biegen, Gesenkbiegen, Walzprofilieren    | Gesenk, Walzen, Biegeschwert              |
| Schubumformen    | Verdrehen, Verschieben                          | Matrize                                   |

## Legierte Werkzeugstähle

### Legierungselemente
Die Hauptlegierungselemente von Werkzeugstählen neben Kohlenstoff können der folgenden Tabelle entnommen werden. Je nach Anforderungsprofil an den Stahl werden verschiedene Legierungselemente der Stahlzusammensetzung hinzugefügt.
| Element        | Beeinflussung Eigenschaft                                                       | Beeinflussung Eigenschaft                 |
|                | Positiv                                                                         | Negativ                                   |
| Chrom (Cr)     | Härtbarkeit, Korrosionsbeständigkeit                                            | Kerbschlagzähigkeit, Schweißbarkeit       |
| Kobalt (Co)    | Warmfestigkeit, Anlasssprödigkeit                                               | ---                                       |
| Mangan (Mn)    | Härtbarkeit, Streckgrenze, Zugfestigkeit,                                       | Wärmeausdehnung                           |
| Molybdän (Mo)  | Härtbarkeit, Anlasssprödigkeit, Streckgrenze, Zugfestigkeit, Warmfestigkeit     | Zunderbeständigkeit                       |
| Nickel (Ni)    | Streckgrenze, Kerbzähigkeit, Zähigkeit, Temperaturausdehnung                    | ---                                       |
| Stickstoff (N) | Spannungsrisskorrosionsbeständigkeit, Kaltverfestigung, Festigkeit              | Blausprödigkeit, Alterungsempfindlichkeit |
| Vanadium (V)   | Verschleißwiderstand, Warmfestigkeit, Anlassbeständigkeit                       | ---                                       |
| Wolfram (W)    | Zugfestigkeit, Streckgrenze, Zähigkeit, Warmfestigkeit, Verschleißbeständigkeit | ---                                       |

## Kaltarbeitsstähle
Kaltarbeitsstähle werden in der Regel genutzt, wenn während des Einsatzes die Temperatur an der Oberfläche 200 °C nicht übersteigt. Wird diese Temperatur überschritten, so kommt es in aller Regel zu einem Härteabfall, da Kaltarbeitsstähle nur eine sehr geringe Anlassbeständigkeit aufweisen. Kaltarbeitsstähle können sowohl legierte als auch unlegierte Werkzeugstähle sein. In der nachfolgenden Tabelle sind un-, niedrig- und hochlegierte Kaltarbeitsstähle aufgeführt.
| Bezeichnung      | Werkstoffnummer | Klasse         |
| ---------------- | --------------- | -------------- |
| C 45 W           | 1.1730          | Unlegiert      |
| C 85 W           | 1.1830          | Unlegiert      |
| 90 MnCrV 8       | 1.2842          | Niedriglegiert |
| 100 Cr 6         | 1.2067          | Niedriglegiert |
| 21 MnCr 5        | 1.2162          | Niedriglegiert |
| X 210 Cr 12      | 1.2080          | Hochlegiert    |
| X 155 CrVMo 12 1 | 1.2379          | Hochlegiert    |
| X 36 CrMo 17     | 1.2316          | Hochlegiert    |

## Warmarbeitsstähle
Kann während des Einsatzes eine Oberflächentemperatur von mehr als 200 °C auftreten, so ist die Verwendung eines Warmarbeitsstahles angezeigt. Bei dieser Stahlsorte handelt es sich fast ausschließlich um hochlegierte Stähle um die Anlassbeständigkeit und Warmhärte zu verbessern. Darüber hinaus müssen sie auch bei Temperaturen über 200 °C eine ausreichende Verschleißfestigkeit Warmhärte aufweisen. Warmarbeitsstähle werden insbesondere zur Herstellung von Gesenken zum Schmieden verwendet. Eine Auswahl an Warmarbeitsstählen ist in der anschließenden Tabelle aufgeführt.
| Bezeichnung   | Werkstoffnummer | Klasse      |
| ------------- | --------------- | ----------- |
| X38 CrMoV 5 1 | 1.2343          | Hochlegiert |
| X40 CrMoV 5 1 | 1.2344          | Hochlegiert |
| X32 CrMoV 3 3 | 1.2365          | Hochlegiert |

Eine Sonderklasse der Warmarbeitsstähle stellen die so genannten Schnellarbeitsstähle („HSS“) dar.

## Unlegierte Werkzeugstähle
Der Kohlenstoffanteil unlegierter Werkzeugstähle liegt zwischen 0,5 % und 1,5 %, oft sind noch geringe Mengen Wolfram enthalten.
Durch eine Vergütung wird ihre Oberflächenhärte drastisch erhöht, die Aufhärtbarkeit ist dabei im Wesentlichen vom Kohlenstoffgehalt des Stahls abhängig. Allerdings sind unlegierte Werkzeugstähle nicht durchhärtbar (große kritische Abkühlgeschwindigkeit) und auch nicht für hohe Betriebstemperaturen geeignet, da schon bei ca. 200 °C der temperaturbedingte Härteabfall eintritt. Deswegen fallen die unlegierten Werkzeugstähle in die Kategorie Kaltarbeitsstahl.
Hergestellt werden aus diesem Stahl einfache Schneidplatten und Stempel sowie Zieh- und Biegewerkzeuge.
Beispiele:
C85W1 → Werkzeugstahl, Güteklasse 1;
C85W2 → Werkzeugstahl, Güteklasse 2